# Stadsdam
Stadsdam is een buurt behorende tot de Utrechtse wijk Leidsche Rijn, in de provincie Utrecht. Deze lag vóór 1995 in De Meern (gemeente Vleuten-De Meern) en sinds 1 januari 1995 in de gemeente Utrecht. Deze overgang had te maken met het project Leidsche Rijn, de grote stadsuitbreiding van de stad Utrecht die in 1997 begon. Een van de eerste deelplannen was Langerak. Deze buurt lag direct achter de grotendeels in de jaren 1930 gebouwde woningen aan de Zandweg en de Burgemeester Verderlaan in het meest oostelijke deel van De Meern. In 1995 werd de gemeentegrens zo gewijzigd dat zowel deze woningen als de nieuw te bouwen buurt op Utrechts grondgebied kwamen te liggen.
Bovengenoemde woningen liggen aan de noordzijde van de Leidse Rijn. Tot de Stadsdambuurt behoort ook het deel van de Rijksstraatweg op de zuidelijke oever van de Leidse Rijn tegenover het hierboven bedoelde deel van de Zandweg, alsmede de Rijksstraatweg ten oosten van de Stadsdam.  

## Geschiedenis
In 1564 werd in de Oude Rijn een dam gelegd met het doel het waterpeil in de grachten en andere watergangen van de stad Utrecht beter te kunnen beheersen. Het waterpeil in de Oude Rijn was namelijk gaan fluctueren door de bemaling van de polders bij De Meern sinds ongeveer 1485. Daarvóór vloeide het water uit deze polders op natuurlijke wijze af en werd de waterstand in de Oude Rijn hierdoor niet erg beïnvloed. Door inklinking van het veen was echter het maaiveld van de polders lager komen te liggen dan het water in de Oude Rijn. Vier watermolens hielden vanaf 1485 het waterpeil in de polderweteringen en sloten op het gewenste niveau. Een teveel aan polderwater werd door de molens opgepompt en op de Oude Rijn geloosd. In droge perioden daarentegen werd water uit de Oude Rijn in de polders ingelaten. Vooral dit laatste bezorgde de stad Utrecht overlast, want een laag waterpeil in de Oude Rijn werkte door naar de Utrechtse grachten. Toen de Stadsdam klaar was, was er sprake van twee gescheiden gebieden met mogelijk verschillend waterpeil. Meer naar het westen werden in de Oude Rijn de Heldam en de Haanwijkerdam aangelegd, ook hier met het doel om verschillende afwateringsgebieden van elkaar te scheiden.
De drie dammen in de Oude Rijn leverden voor het scheepvaartverkeer veel vertraging op. In de 17e eeuw kwam de trekvaart voor het vervoeren van personen en goederen over water goed op gang. Daarom werden de drie dammen door schutsluizen vervangen. In 1640 kwamen voor de Stadsdam een schutsluis en een brug, de Stadsdambrug, in de plaats. Aan de noordzijde van de sluis, de Zandweg-zijde, stond een sluiswachterswoning; aan de zuidzijde, de kant van de buurtschap Oudenrijn, een woning met café. In 1951/1952 werden de sluis en de beide woningen afgebroken en werd de Stadsdambrug vervangen door een bredere.

## Belangrijke gebouwen
- Aan de noordzijde het Huis te Voorn
- Aan de zuidzijde de Metaal Kathedraal

## Bekende (oud-)inwoners

### Geboren aan de Stadsdam
- Frans van Seumeren (1950), ondernemer die verantwoordelijk was voor de berging van de Russische onderzeeboot Koersk in 2001